# 波斯中部沙漠盆地
波斯中部沙漠盆地（Central Persian desert basins）生態區域 (WWF ID:PA1313) 涵蓋伊朗中部的乾旱草原及沙漠盆地，往東延伸到阿富汗的西北部。這個生態區域跨越伊朗高原的中部，受到群山圍繞，沒有出海口。地域大部分是炎熱的沙礫沙漠和大型鹽盤。當地植被有許多特殊的鹽生植物、旱生植物、和嗜沙植物。 

## 地理位置和描述
生態區域的西面和南面是扎格羅斯山脈，北面是厄爾布爾士山脈（沿著裏海蜿蜒），東北面是與土庫曼接壤的克佩特山脈，東面有一系列較低山脈與阿富汗接壤。 庫魯德及東部伊朗山地林地生態區域內的高聳山脊散佈在伊朗高原內。盆地北部是卡維爾鹽漠，東部和南部是盧特沙漠 ，高原的部分地區被大沙丘覆蓋。當地平均海拔為900公尺（3,000英尺）。
山脈中的地表徑流在春天流到生態區域的一些地區，但大部分的水分會在夏季因蒸發而流失。區域西北部是納馬克鹽湖，這是個相當繁複，由鹽湖、鹽沼和鹽灘組成的綜合體。

## 氣候
生態區的氣候為半乾旱（柯本氣候分類中的BSh型）。這是草原氣候的特徵，夏季炎熱，冬季涼爽或溫和，降水量極少。最冷的月份平均溫度略高於攝氏零度 (華氏32度)。.生態區域有絕大的溫差，從攝氏 -20 度 (華氏-4度) 的低溫到攝氏42度 (華氏108度) 的高溫。

## 動植物
生態區的植物群與當地的土壤和水分特徵有高度依賴關係。在廣闊的內部盆地中，常見地上的生長物是蒿屬（山艾樹）和黃芪的矮灌木。在較乾旱的地區，地上有豐富多樣的鹽生植物和旱生植物。降水較多的地區則另外長有刺墊植物。沙漠中長有麻黃、 沙拐棗、和天芥菜。礫石沙漠的邊緣長有種類繁多的紅荊類植物。
在卡維爾鹽漠邊緣的代表性鹽生植物有新疆藜、鹽節木
、梭梭樹、和豬毛菜。
當地的哺乳動物現在數量已大幅減少，並且大多只生存在保護區內。包括現在極度瀕危的亞洲獵豹（Acinonyx jubatus，亞種venaticus）、近危的條紋鬣狗（Hyaena hyaena）、盤羊（Ovis ammon）、瀕危的山瞪羚（Gazella gazella）、數目稀疏的豹（Panthera pardus）、 以及數目稀疏的虎鼬 (Vormela peregusna)。 

## 保護區
生態區域中有超過12%的部分被官方列為保護區。保護區有：
- 卡維爾國家公園
- 霍吉爾國家公園
- 索爾赫赫薩國家公園
- 哈爾圖蘭國家公園